# Podział administracyjny Chińskiej Republiki Ludowej
Chińska Republika Ludowa podzielona jest na 22 prowincje (省, shěng), 5 regionów autonomicznych (自治区, zìzhìqū), 4 miasta wydzielone (直辖市, zhíxiáshì) oraz 2 specjalne regiony administracyjne (特别行政区, tèbiéxíngzhèngqū).
| Chińska Republika Ludowa – podział administracyjny | Chińska Republika Ludowa – podział administracyjny | Chińska Republika Ludowa – podział administracyjny | Chińska Republika Ludowa – podział administracyjny | Chińska Republika Ludowa – podział administracyjny | Chińska Republika Ludowa – podział administracyjny | Chińska Republika Ludowa – podział administracyjny | Chińska Republika Ludowa – podział administracyjny |
| Lp.                                                | Nazwa                                              | Nazwa chińska                                      | Hanyu pinyin                                       | Skrót                                              | Stolica                                            | Obszar (km²)                                       | Ludność (2020)                                     |
| Prowincje                                          | Prowincje                                          | Prowincje                                          | Prowincje                                          | Prowincje                                          | Prowincje                                          | Prowincje                                          | Prowincje                                          |
| -------------------------------------------------- | -------------------------------------------------- | -------------------------------------------------- | -------------------------------------------------- | -------------------------------------------------- | -------------------------------------------------- | -------------------------------------------------- | -------------------------------------------------- |
| 1                                                  | Anhui                                              | 安徽                                               | Ānhūi                                              | 皖 Wǎn                                             | Hefei                                              | 139 900                                            | 61 027 171                                         |
| 2                                                  | Fujian                                             | 福建                                               | Fújiàn                                             | 闽 Mǐn                                             | Fuzhou                                             | 123 100                                            | 41 540 086                                         |
| 3                                                  | Gansu                                              | 甘肃                                               | Gānsù                                              | 甘 Gān lub 陇 Lǒng                                 | Lanzhou                                            | 453 700                                            | 25 019 831                                         |
| 4                                                  | Guangdong                                          | 广东                                               | Guǎngdōng                                          | 粤 Yuè                                             | Kanton                                             | 179 800                                            | 126 012 510                                        |
| 5                                                  | Hajnan                                             | 海南                                               | Hǎinán                                             | 琼 Qióng                                           | Haikou                                             | 33 920                                             | 10 081 232                                         |
| 6                                                  | Hebei                                              | 河北                                               | Héběi                                              | 冀 Jì                                              | Shijiazhuang                                       | 187 700                                            | 74 610 235                                         |
| 7                                                  | Heilongjiang                                       | 黑龙江                                             | Hēilóngjiāng                                       | 黑 Hēi                                             | Harbin                                             | 454 800                                            | 31 850 088                                         |
| 8                                                  | Henan                                              | 河南                                               | Hénán                                              | 豫 Yù                                              | Zhengzhou                                          | 167 000                                            | 99 365 519                                         |
| 9                                                  | Hubei                                              | 湖北                                               | Húběi                                              | 鄂 È                                               | Wuhan                                              | 187 700                                            | 74 610 235                                         |
| 10                                                 | Hunan                                              | 湖南                                               | Húnán                                              | 湘 xiāng                                           | Changsha                                           | 211 800                                            | 66 444 864                                         |
| 11                                                 | Jiangsu                                            | 江苏                                               | Jiāngsū                                            | 苏 Sū                                              | Nankin                                             | 102 600                                            | 84 748 016                                         |
| 12                                                 | Jiangxi                                            | 江西                                               | Jiāngxī                                            | 赣 Gàn                                             | Nanchang                                           | 166 900                                            | 41 540 086                                         |
| 13                                                 | Jilin                                              | 吉林                                               | Jílín                                              | 吉 Jí                                              | Changchun                                          | 187 400                                            | 41 540 086                                         |
| 14                                                 | Junnan                                             | 云南                                               | Yúnnán                                             | 滇 Diān lub 云 Yún                                 | Kunming                                            | 394 100                                            | 47 209 277                                         |
| 15                                                 | Kuejczou                                           | 贵州                                               | Gùizhōu                                            | 黔 Qián lub 贵 Gùi                                 | Guiyang                                            | 176 100                                            | 38 562 148                                         |
| 16                                                 | Liaoning                                           | 辽宁                                               | Liáoníng                                           | 辽 Liáo                                            | Shenyang                                           | 145 900                                            | 42 591 407                                         |
| 17                                                 | Qinghai                                            | 青海                                               | Qīnghǎi                                            | 青 Qīng                                            | Xining                                             | 721 000                                            | 5 923 957                                          |
| 18                                                 | Shaanxi                                            | 陕西                                               | Shǎnxī                                             | 陕 Shǎn lub 秦 Qín                                 | Xi’an                                              | 205 800                                            | 39 528 999                                         |
| 19                                                 | Shanxi                                             | 山西                                               | Shānxī                                             | 晋 Jìn                                             | Taiyuan                                            | 156 572                                            | 34 915 616                                         |
| 20                                                 | Syczuan                                            | 四川                                               | Sìchuān                                            | 川 Chuān lub 蜀 Shǔ                                | Chengdu                                            | 485 000                                            | 83 674 866                                         |
| 21                                                 | Szantung                                           | 山东                                               | Shāndōng                                           | 鲁 Lǔ                                              | Jinan                                              | 156 700                                            | 101 527 453                                        |
| 22                                                 | Zhejiang                                           | 浙江                                               | Zhèjiāng                                           | 浙 Zhè                                             | Hangzhou                                           | 101 800                                            | 64 567 588                                         |
| Regiony autonomiczne                               |                                                    |                                                    |                                                    |                                                    |                                                    |                                                    |                                                    |
| 1                                                  | Kuangsi                                            | 广西壮族自治区                                     | Guǎngxī Zhuàngzú Zìzhìqū                           | 桂 Guì                                             | Nanning                                            | 237 600                                            | 50 126 804                                         |
| 2                                                  | Mongolia Wewnętrzna                                | 内蒙古自治区                                       | Nèiměnggǔ Zìzhìqū                                  | 内蒙古 Nèiměnggǔ                                   | Hohhot                                             | 1 183 000                                          | 24 049 155                                         |
| 3                                                  | Ningxia                                            | 宁夏回族自治区                                     | Níngxià Húizú Zìzhìqū                              | 宁 Níng                                            | Yinchuan                                           | 66 000                                             | 7 202 654                                          |
| 4                                                  | Sinciang                                           | 新疆维吾尔自治区                                   | Xīnjiāng Wéiwú’ěr Zìzhìqū                          | 新 Xīn                                             | Urumczi                                            | 1 664 897                                          | 25 852 345                                         |
| 5                                                  | Tybet                                              | 西藏自治区                                         | Xīzàng Zìzhìqū                                     | 藏 Zàng                                            | Lhasa                                              | 1 228 400                                          | 3 648 100                                          |
| Miasta wydzielone                                  |                                                    |                                                    |                                                    |                                                    |                                                    |                                                    |                                                    |
| 1                                                  | Chongqing                                          | 重庆                                               | Chóngqìng                                          | 渝 Yú                                              | –                                                  | 82 403                                             | 32 054 159                                         |
| 2                                                  | Pekin                                              | 北京                                               | Běijīng                                            | 京 Jīng                                            | –                                                  | 16 406                                             | 21 893 095                                         |
| 3                                                  | Szanghaj                                           | 上海                                               | Shànghǎi                                           | 沪 Hù                                              | –                                                  | 6 340                                              | 24 870 895                                         |
| 4                                                  | Tiencin                                            | 天津                                               | Tiānjīn                                            | 津 Jīn                                             | –                                                  | 11 632                                             | 13 866 009                                         |
| Specjalne regiony administracyjne                  |                                                    |                                                    |                                                    |                                                    |                                                    |                                                    |                                                    |
| 1                                                  | Hongkong                                           | 香港                                               | Xiānggǎng                                          | 港 Gǎng                                            | –                                                  | 1 110,18                                           | 7 551 008                                          |
| 2                                                  | Makau                                              | 澳门                                               | Àomén                                              | 澳 Ào                                              | –                                                  | 32,9                                               | 649 335                                            |
| Terytorium poza kontrolą ChRL                      |                                                    |                                                    |                                                    |                                                    |                                                    |                                                    |                                                    |
| 1                                                  | Tajwan                                             | 台湾                                               | Táiwān                                             | 台 Tái                                             | Tajpej                                             | 35 980                                             | 23 816 775                                         |

Prowincje oraz regiony autonomiczne dzielą się na prefektury (地区, dìqū), prefektury autonomiczne (自治州, zìzhìzhōu) oraz miasta na prawach prefektury (地级市, dìjíshì). Te z kolei dzielą się na powiaty (县, xiàn), powiaty autonomiczne (自治县, zìzhìxiàn) i miasta na prawach powiatu (县级市, xiànjíshì). Wyjątek stanowi Mongolia Wewnętrzna, gdzie ze względu na tradycję historyczną zamiast prefektur istnieją związki (盟, méng), zaś powiatom i powiatom autonomicznym odpowiadają chorągwie (旗, qí) i chorągwie autonomiczne (自治旗, zìzhìqí).
Miasta wydzielone dzielą na obszarze zurbanizowanym na dzielnice (区, qū), zaś na przedmieściach na powiaty (县, xiàn). Podobny podział administracyjny obowiązuje w stolicach prowincji i miastach na prawach prefektury.
Obszar powiatów i powiatów autonomicznych podzielony jest na gminy (乡, xiāng), gminy miejskie (镇, zhèn) i gminy narodowościowe (民族乡, mínzú xiāng).